# Constance Frost
Constance Helen Frost (* 1862 in England; † 29. Januar 1920 in Auckland, Neuseeland) war eine neuseeländische Ärztin, Bakteriologin und Pathologin.

## Frühes Leben
Constance Helen Frost wurde 1862 als Tochter und eines von zehn Kindern der Eheleute Mary Ann Antwis und Thomas Frost, in England geboren. Über ihre Kindheit und Jugendzeit ist nichts bekannt.

## Neuseeland
1879 entschieden die Eltern nach Neuseeland auszuwandern und ließen sich nach der Ankunft im Land in Onehunga, einem heutigen Stadtteil von Auckland nieder. Constance war zu der Zeit 17 Jahre alt. Auch über ihre Schulbildung in dieser Zeit ist nichts bekannt.

## Ausbildung zum Doctor der Medizin
Ende Januar 1884 konnte Constance sich über das Auckland Training College für ein Universitätsstudium immatrikulieren und schloss im Mai 1891 ihr Studium in Dunedin mit einem Bachelor ab, gefolgt von einem Bachelor of Medicine (MB ChB) an der University of Otago Medical School im Jahr 1900, ebenfalls in Dunedin.

## Australien
Im Mai des Jahres 1900 übernahm sie dann eine Stelle als Assistenz-Chirurgin im Adelaide Hospital in Adelaide, South Australia. Die Stelle war für ein Jahr befristet, doch nach Ablauf des Jahres wurde sie zusammen mit vier neuen Assistenzärzten (drei Frauen und einem Mann) wieder eingestellt. 1902 wurde Constance auf die neu geschaffene Stelle einer Assistenzbakteriologin berufen. Dort konnte sie beträchtliche Erfahrungen sammeln und konnte für etwa 18 Monate das Labor leiten.

## Neuseeland
1903 kehrte Constance nach Neuseeland zurück und ließ sich in Auckland nieder. Sie eröffnete eine Praxis im Stadtteil Mount Eden und gab aber auch Sprechstunden und in zwei Apotheken der Stadt. Zusätzlich übernahm sie die Stellen als Bakteriologin und Pathologin am Auckland Hospital, die sie ehrenamtlich ausführte. Sie war nach Alice Woodward-Horsley (1902) die zweite Ärztin, die diese Position innehatte. Constance war bis 1913 auch die einzige Ärztin im Auckland Hospital. Ihre Stelle wurde jedes Jahr erneuert, aber nur, weil sich kein männlicher Ersatz finden ließ. Ab ihrer ersten Ernennung modernisierte sie mit Unterstützung des übrigen medizinischen Personals das schlecht ausgestattete und unorganisierte Labor. Doch die Unterstützung, die sie zunächst erfahren hatte, wurde ihr nach und nach entzogen. Gleichzeitig kam es zu Spannungen zwischen ihr und anderen ehrenamtlichen Mitarbeitern. Als Charles Maguire 1911 zum leitenden Oberarzt im Krankenhaus ernannt wurde, verschlimmerte sich die Situation für sie noch einmal, da er Ärztinnen grundsätzlich ablehnte. Ihre Position als Bakteriologin und Pathologin erfuhr zahlreiche Veränderung und die zunehmende Nutzung des Krankenhauses durch die Öffentlichkeit brachte sie an die Grenze ihrer Belastung, auch finanziell. 1913 konnte sie mit 100 Pfund ein geringes Honorar erstreiten, denn durch die geringer werdende Zeit für ihre Praxis sank dort auch ihr Einkommen. 1918 bekam sie dann schließlich eine Vollzeitstelle mit einem Jahresgehalt von 500 Pfund zugewiesen.
Anfang 1920 infizierte sich Constance im Labor mit Viren der Spanische Grippe und verstarb am 29. Januar 1920 in ihrem Haus.
Innerhalb von zwei Jahren wurde ein männlicher Nachfolger für sie gefunden und wurde mit 1.000 Pfund pro Jahr entlohnt, das doppelte von dem, was Constance zuvor bekam. Das Einkommen ihres Nachfolgers war seinerzeit die zweithöchste Entlohnung im Auckland Hospital.